# Chen Danyan

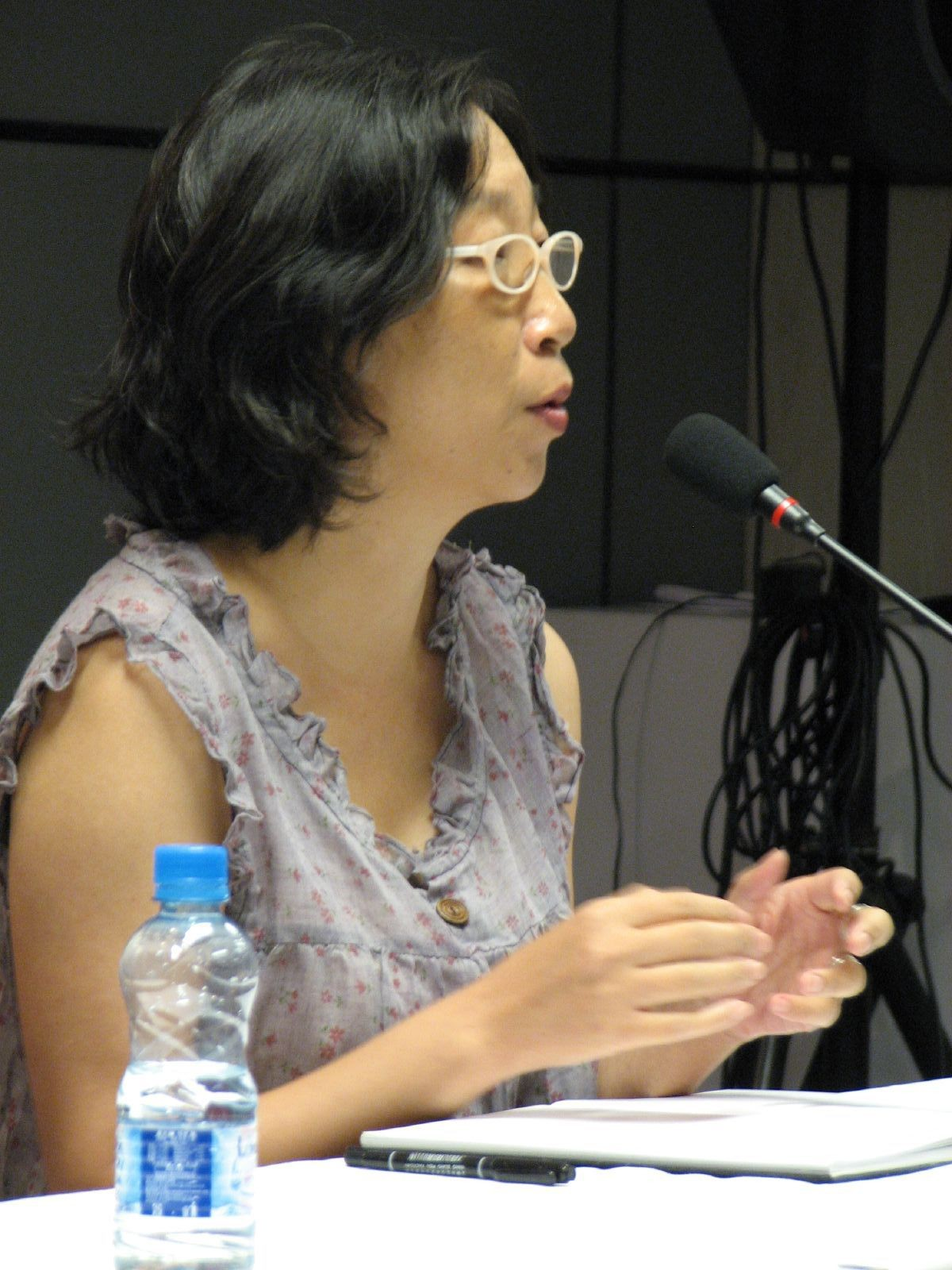
Chen Danyan, 2008

Chen Danyan (chinesisch 陈丹燕, Pinyin Chén Dānyàn; * 1958 in Shanghai, Volksrepublik China) ist eine chinesische Schriftstellerin.

## Leben und Werk
Bereits in den siebziger Jahren erschienen erste Texte in chinesischen Zeitschriften. Nach dem Studium der chinesischen Literatur an der East China Normal University (1978–1982) arbeitete sie als Redakteurin für die Zeitschrift Children's Epoch Magazin.
Seit Mitte der achtziger Jahre befasst sie sich mit dem für die chinesische Literatur  bis dahin ungewohnten Thema des Lebens und der Gefühlswelt heranwachsender Mädchen.
In ihrem auch auf Deutsch erschienenen, autobiografischen Roman Neun Leben (1992) bearbeitete sie ihre Kindheitserlebnisse aus der Zeit der Kulturrevolution. Für dieses Buch erhielt sie den UNESCO-Prize for Peace and Tolerance und wurde 1996 für den Deutschen Jugendliteraturpreis nominiert.
Im Zentrum ihrer neueren Arbeiten steht die Auseinandersetzung mit
der Lebenswelt der jungen Generation Chinas, die als Folge der in China seit langem
praktizierten Familienpolitik der Ein-Kind-Familie eine Generation von Einzelkindern ist.
Einen weiteren Schwerpunkt ihrer schriftstellerischen Tätigkeit bilden Texte über ihre Heimatstadt Shanghai.

## Ausgewählte Werke
- 1995 – Neun Leben – Eine Kindheit in Schanghai. Zürich.
- 1996 – Niuyue jia ri (New York Holidays). Shanghai. ISBN 7-5321-1475-9
- 2000 – Shanghai de jin zhi yu ye (Shanghai princess). Beijing. ISBN 7-5063-1680-3
- 2002 – Yu he ta de zi xing che. Beijing. ISBN 7-5321-2368-5
- 2006 – Shanghai: China’s Bridge to the Future (Cultural China, Man and the Land). Rhinebeck, NY. ISBN 0-7621-0640-9